# Piszczac
Piszczac [pronunciación en polaco: /ˈpʲiʂt͡ʂats/] es un pueblo en Distrito de Biała Podlaska, Voivodato de Lublin, en Polonia oriental. Desde 1530 hasta 1869, fue una ciudad  mencionada en crónicas viejas y en el censo de 1566, la llamaron Pieszczatka. Hoy es el asiento del gmina (distrito administrativo) llamado Gmina Piszczac. Se encuentra aproximadamente a 20 kilómetros al este de Białun Podlaska y a 98 kilómetros al noreste de la capital regional Lublin.
El pueblo tiene una población de 2,087 habitantes.